# لئون متسلر
لئون متسلر (آلمانی: Léon Metzler; ۴ ژوئن ۱۸۹۶ – ۱۳ مارس ۱۹۳۰) بازیکن فوتبال اهل لوکزامبورگ بود.
از باشگاه‌هایی که در آن بازی کرده‌است می‌توان به اشاره کرد.